# Diferenciación núcleo-manto

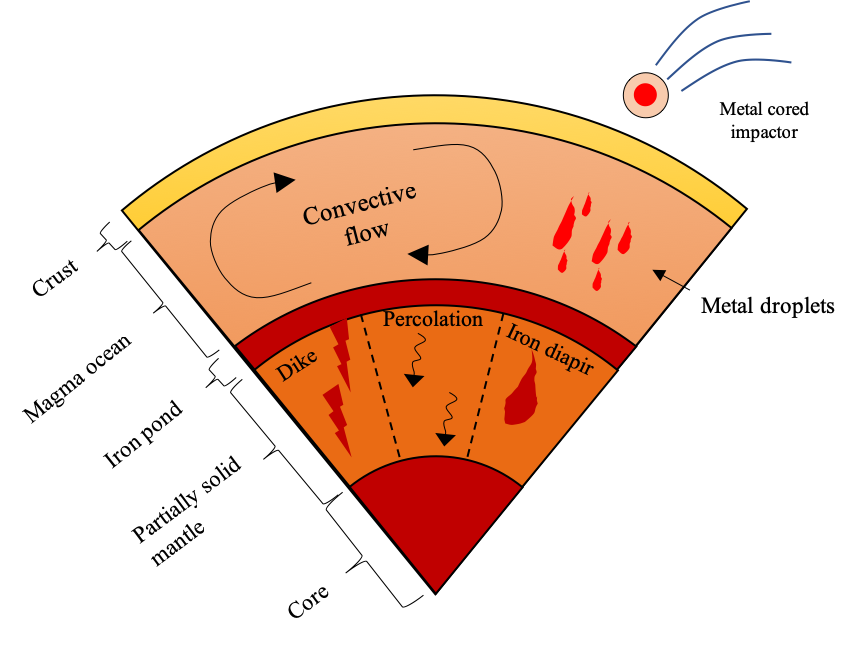
Procesos hipotéticos de diferenciación núcleo-manto: percolación, dique y diapirismo. Según Rubie et al. (2015)

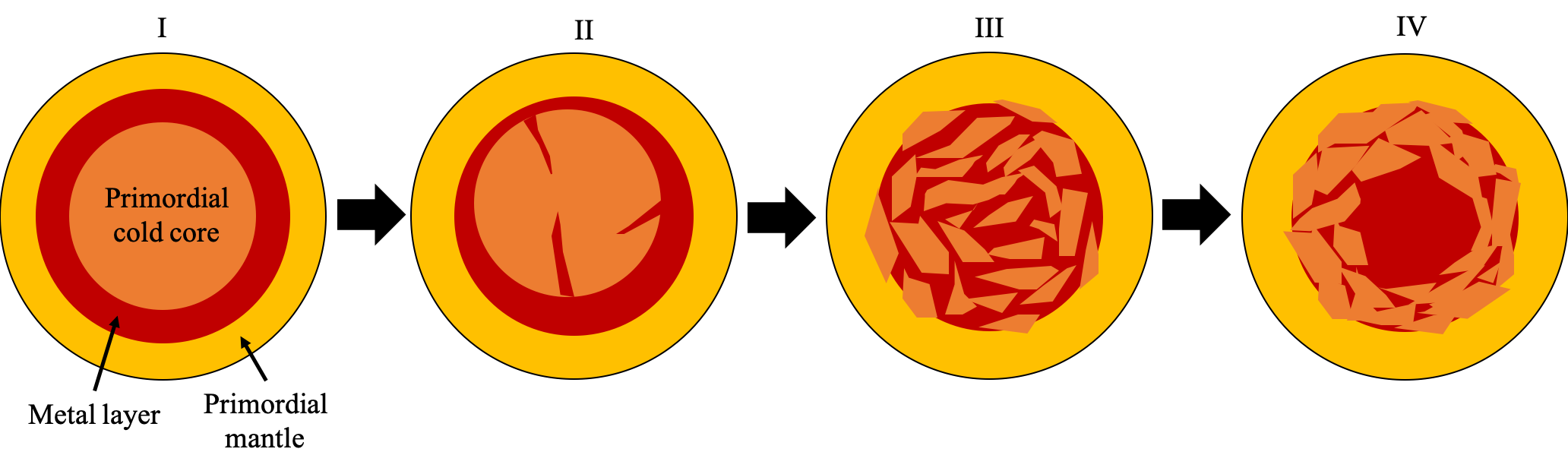
Modelo alternativo para la diferenciación núcleo-manto: I. Capa de hierro fundido entre el protomanto y el núcleo primordial. II Grietas en el núcleo primordial. III. Fragmentos primordiales del núcleo. IV. Los «icebergs de roca» ascienden y el hierro forma un nuevo núcleo. Según Stevenson (1981).

La diferenciación núcleo-manto es el conjunto de procesos que tuvieron lugar durante la etapa de acreción de la evolución de la Tierra (o más generalmente, de planetas rocosos) que resulta en la separación de materiales ricos en hierro que eventualmente conformarían un núcleo metálico, rodeado por un manto rocoso Según el modelo de Safronov, los protoplanetas se formaron como resultado de colisiones de cuerpos más pequeños (planetesimales), que previamente se condensaron a partir de restos sólidos presentes en la nebulosa original. Los planetesimales contenían hierro y silicatos ya sea diferenciados o mezclados entre sí. De cualquier manera, después de impactar la proto-Tierra, sus materiales muy probablemente se homogeneizaron. En esta etapa, la proto-Tierra era probablemente del tamaño de Marte. Luego siguió la separación y estratificación de los constituyentes de la proto-Tierra, principalmente debido a sus contrastes de densidad. Factores como la presión, la temperatura y los cuerpos de impacto en el primordial océano de magma han estado involucrados en el proceso de diferenciación. 
El proceso de diferenciación es impulsado por la mayor densidad de hierro en comparación con las rocas de silicato, pero el punto de fusión más bajo de la primera constituye un factor importante. De hecho, una vez que el hierro se ha derretido, se puede diferenciar si las rocas de silicato se derriten por completo o no. En las premisas de estos escenarios plausibles, se han propuesto varios modelos para explicar la diferenciación núcleo-manto después de la etapa de formación nebular del sistema solar. Se pueden resumir en tres mecanismos: 
1. Percolación de aleación de hierro a través de la masa de cristales de silicato;
2. Separación del metal de la roca en un océano de magma primordial;
3. Migración de diapiros o diques de hierro a través del manto.[5]

## Percolación
Bajo el supuesto de un manto sólido y una mezcla de hierro fundido, el mecanismo de percolación implica que el metal fluya a lo largo de los límites del grano del cristal del manto sólido hacia el centro de la Tierra. Esta hipótesis supone que los materiales rocosos permanecen sólidos o blandos, mientras que el hierro está fundido. La tensión superficial de las gotas de hierro no puede ser físicamente mayor que el arrastre ejercido por el manto comparativamente más viscoso, lo que limita el tamaño de las gotas de hierro.
La hipótesis de la percolación supone que los cristales en el manto no tienen una orientación preferida. Del mismo modo, la percolación requiere que el ángulo diédrico entre la masa fundida y los cristales sea inferior a 60 grados para mantener la conectividad. Sin embargo, las mediciones en la superficie sugieren que el ángulo diédrico es con frecuencia mayor de 60 grados, lo que limita la aparición de percolación, aunque no está claro si puede ser inferior a 60 grados en el manto inferior. No se han observado rastros de hierro en el manto superior, lo que se esperaría si la percolación dominara allí. Otro argumento en contra de la percolación como mecanismo dominante de migración de hierro es que requiere que la temperatura permanezca dentro de un margen estrecho, por encima del sólido de hierro pero debajo del sólido de roca. 

## Océano de magma
La liberación de energía durante el impacto de cuerpos grandes podría haber derretido parcial o totalmente la Tierra produciendo un océano de magma, posiblemente más de una vez durante la formación de la Tierra. Incluso si la fusión inicial solo rodea el área de impacto, el equilibrio isostático redistribuiría globalmente el magma, aunque la escala de tiempo de dicha redistribución en comparación con la escala de tiempo de la diferenciación de silicato de hierro sigue siendo incierta. Una vez que tanto la roca como el metal se funden, la separación se realiza fácilmente gracias al contraste de densidad. Los modelos sugieren que la fusión podría haber ocurrido tan pronto como el radio de un planeta se convierte en ~ 2000 a 3000 km. Asimismo, algunos modelos predicen la ocurrencia de océanos de magma a profundidades de hasta 300 km. Es posible que el manto inferior nunca se haya derretido por completo porque su temperatura de fusión aumenta a una velocidad de 1 Kelvin/km. Todavía se desconoce si tuvo lugar un océano de magma de larga duración de una sola etapa, o más bien varios episodios de océanos de magma de enfriamiento rápido durante los eventos de impacto periódicos. Los experimentos sugieren que la viscosidad del océano de magma era baja, lo que implica un flujo convectivo turbulento que disipa rápidamente el calor. Si es cierto, el océano de magma solo puede haber existido durante unos pocos miles de años. 
Las gotas de hierro en el océano de magma existieron en una variedad de tamaños, dependiendo del tamaño de los cuerpos que impactan la Tierra. En estado fundido, los cuerpos grandes tienden a romperse, mientras que los cuerpos pequeños tienden a fusionarse. El equilibrio se encuentra por el número de Weber que proporciona una media para calcular el diámetro estabilizado de las gotas de hierro líquido, que corresponde a 10 cm. Después de que se forman gotas de hierro, se separan de los silicatos circundantes y precipitan en una "lluvia". 

## Diapirismo y dique
Las grandes gotas de hierro no pueden ser arrastradas por las fuerzas convectivas en el manto primordial, por lo tanto, no tienen suficiente tiempo para equilibrarse hidrodinámicamente y alcanzar el tamaño estabilizado. Por lo tanto, se depositan en un límite reológico (como el límite actual de litosfera-astenosfera), formando estanques de hierro. Eventualmente, el hierro ponderado se hundiría en los silicatos comparativamente menos densos debajo de ellos. Se cree que el mecanismo se parece al de la formación de  los diapiros de sal. Sin embargo, a pesar del hecho de que el manto subyacente al océano de magma no es frágil, según algunos estudios es posible que la diferencia de viscosidad entre los estanques de hierro y el manto sea suficiente para permitir la formación de diques en lugar de diapiros. Para las condiciones actuales, el dique de hierro se ha ideado como una estrategia viable para enviar una sonda para estudiar el interior de la Tierra.

## Otros modelos de diferenciación núcleo-manto

### Modelo de Elsasser
Los modelos de temperatura predicen la fusión de la aleación de hierro diseminada mientras que las rocas de silicato se ablandan en el nivel superior. La fuente de calor es la desintegración radiactiva. El hierro líquido migró hacia abajo a niveles donde las temperaturas más frías mantenían los silicatos solidificados, formando una capa de hierro en la parte superior de un núcleo de material indiferenciado, y debajo del manto primordial en el que se desarrolla el flujo de convección inducido por el impacto. A partir de esta etapa, las agregaciones de hierro desencadenadas por las inestabilidades de Rayleigh-Taylor migraron a través del núcleo primordial en un proceso a largo plazo (cientos de millones de años).

### El modelo de Vityazev y Mayeva
En lugar de las agregaciones de hierro propuestas por Elsasser, este modelo propone que la cáscara de hierro se derrita en el límite con el núcleo primordial y permee a través de este último en estado líquido en lugar de agregarse en bulbos de hierro como se propone en el modelo de Safronov. El núcleo primordial ascendería en cuerpos del tamaño de un grano hasta incorporarse al manto. La escala de tiempo para la formación del núcleo es del orden de mil millones de años.

### Modelo de Stevenson
Un escenario plausible es que el núcleo de silicato frío primordial se fragmentó en respuesta a las inestabilidades inducidas por la capa de hierro circundante más densa. Al final, trozos de un núcleo tan fragmentado ("rockbergs") migraron hacia arriba y se incorporaron al manto, mientras que la aleación de hierro se asentó en el centro de la Tierra. Este proceso tendría lugar más rápido que los dos modelos mencionados anteriormente. 